# Microrregión de Tarauacá
La Microrregión de Tarauacá es una de las microrregiones del estado brasilero del Acre, perteneciente a la mesorregión Valle del Juruá. Su población actual es de 74.738 habitantes, y es formada por 3 municipios.

## Municipios
- Feijó
- Jordão
- Tarauacá

- Datos: Q1823658